# Campionato nordamericano maschile di pallavolo 1991
Il XII campionato nordamericano maschile di pallavolo si è svolto dal 23 agosto al 2 settembre 1991 a Regina (Canada), in Canada. Al torneo hanno partecipato 9 squadre nazionali nordamericane e la vittoria finale è andata per la nona volta, la terza consecutiva, a Cuba.

## Classifica finale
| Classifica | Squadre         | Qualificazione             |
| ---------- | --------------- | -------------------------- |
|            | Cuba            | Coppa del Mondo 1991       |
|            | Stati Uniti     | Coppa del Mondo 1991       |
|            | Canada          | Giochi della XXV Olimpiade |
| 4          | Messico         | Coppa del Mondo 1991       |
| 5          | Porto Rico      |                            |
| 6          | Rep. Dominicana |                            |
| 7          | Honduras        |                            |
| 8          | Haiti           |                            |
| 9          | Bahamas         |                            |